# Лиеж
Вижте пояснителната страница за други значения на Лиеж.
Лиеж (на френски: Liège; на нидерландски: Luik; на валонски: Lîdje; на немски: Lüttich; на латински: Leodi(c)um) е град в източна Белгия, административен център на провинция Лиеж в региона Валония. Населението му е 197 355 души (по приблизителна оценка от януари 2018 г.).
Девизът на града е „Лиеж – пламенният град!“ (Liège – la ville ardente!).

## География
Лиеж е разположен на река Мьоза и се намира на 25 километра южно от Маастрихт (Холандия) и на 40 километра на запад от Аахен (Германия).

## История
Земите на Лиеж са населени от праисторически времена (най-старите находки са от 200 000 г. преди Христа), но основаването на града датира от около 700 г. и се свързва с убийството на епископ Ламбер и пренасянето на епископския престол от Маастрихт в Лиеж.

## Икономика
Индустриален град със силно развита металургия, Лиеж е важен стопански център през XIX век, но през XX век изживява значителен упадък. През последните години, Лиеж и областта залагат на логистиката.

## Инфраструктура
Градът разполага с летище и пристанище на река Мьоза и канала Албер. Гарата Лиеж-Гиймен (Liège-Guillemins) е обновена по проект на испанския архитект Сантяго Калатрава. Лиеж е възел на няколко значими пътни магистрали.

## Известни личности
Родени в Лиеж
- Якоб Аркаделт (1500 – 1568), композитор
- Шарлин Ван Сник (р. 1990), джудистка
- Жустин Енен (р. 1982), тенисистка
- Мари Жилен (р. 1975), актриса
- Йожен Изаи (1858 – 1931), цигулар
- Елвис Помпилио (р. 1961), моден дизайнер
- Дидие Рендерс (р. 1958), политик
- Жорж Сименон (1903 – 1989), писател
- Лиз Тири (1921 – 2024), биоложка и политик
- Жозеф Фолиен (1884 – 1968), политик
- Цезар Франк (1822 – 1890), композитор
- Жан-Жозеф Шарлие (1794 – 1886), революционер

Починали в Лиеж
- Емил дьо Лавеле (1822 – 1892), политикономист
- Жан-Жозеф Шарлие (1794 – 1886), революционер

Други
- Юбер Лиежки (656 – 727), епископ на Тонгерен, пренася седалището на диоцеза в Лиеж
- Козма Пражки (ок. 1045 – 1125 г.) е бохемски свещеник, писател и историк. Между 1075 и 1081 г. учи в Лиеж.